# 穆萊蒂武區
穆萊蒂武區是斯里蘭卡北部省的一個區。面積1,580平方公里。2001年人口121,667人。首府位於穆萊蒂武。